# Мер, Эрика
Э́рика Даниэ́ль Мер (англ. Erica Danielle Mer; 23 апреля 1988, Сан-Антонио, Техас, США) — американская актриса

, дизайнер по костюмам и помощник производства.

## Биография и карьера
Родившаяся в Сан-Антонио, штат Техас, Мер переехала в Хьюстон, где она сыграла в своём первом театральном спектакле в возрасте четырёх лет.
Первой телевизионной работой Мер была повторяющаяся роль Кайлы Джонс в дневной мыльной опере ABC «Город». Мер появилась в нескольких национальных рекламных роликах, в том числе в Disney World, Red Lobster, Glad и JC Penney.
Мер появился в роли Лиссы в телевизионных фильмах «Вавилон-5: В начале» и в «Звёздном пути: Вояджер» в роли человеческой девочки, потерянной в сознании Борга. В «Зачарованных» она сыграла демоническую девочку по имени Веснушка, которая смогла использовать аэрокинез. Она сыграла подростка-шутницу в стартовой секвенции телесериала HBO «Клиент всегда мёртв», а за свою роль Шарлотты в драме NBC «Медицинское расследование» получила номинацию на премию «Молодой актёр» за «Лучшее исполнение роли гостевой звездой» в 2005 году.
Среди работ Мер, как актрисы озвучивания, значатся «Disney’s Recess» и «Что бы ни случилось с… Роботом Джонсом?» на Cartoon Network.

## Избранная фильмография
| Год  |    | Русское название       | Оригинальное название       | Роль                          |
| ---- | -- | ---------------------- | --------------------------- | ----------------------------- |
| 1998 | тф | Вавилон-5: В начале    | Babylon 5: In the Beginning | Лисса Деради                  |
| 1998 | мс | Звёздный путь: Вояджер | Star Trek: Voyager          | Человеческая девочка          |
| 2001 | с  | Зачарованные           | Charmed                     | Веснушка                      |
| 2002 | с  | Провиденс              | Providence                  | Молли                         |
| 2004 | с  | Клиент всегда мёртв    | Six Feet Under              | Кортни                        |
| 2006 | с  | Отряд «Антитеррор»     | The Unit                    | Бонни                         |
| 2009 | с  | Говорящая с призраками | Ghost Whisperer             | Девушка в чёрном № 1          |
| 2010 | с  | Офис                   | The Office                  | Ребёнок в голубой рубашке № 1 |
| 2010 | с  | АйКарли                | iCarly                      | Лесли                         |